# Karbowce
Karbowce (biał. Карбоўцы, Karboucy; ros. Карбовцы, Karbowcy) – wieś na Białorusi, w obwodzie mińskim, w rejonie kleckim, w sielsowiecie Siniawka.

## Historia
W dwudziestoleciu międzywojennym wieś i folwark leżące w Polsce, w województwie nowogródzkim, w powiecie nieświeskim, w gminie Siniawka. W 1921 wieś liczyła 78 mieszkańców, zamieszkałych w 13 budynkach, wyłącznie Polaków wyznania prawosławnego. Folwark liczył zaś 9 mieszkańców, zamieszkałych w 1 budynku, wyłącznie Polaków. 7 mieszkańców było wyznania prawosławnego i 2 rzymskokatolickiego.
Po II wojnie światowej w granicach Związku Sowieckiego. Od 1991 w niepodległej Białorusi.